# Shaunae Miller-Uibo
Shaunae Miller-Uibo (født 15. april 1994) er en bahamansk sprinter, der konkurrerer på 200 og 400 meter. Hun er to gange olympisk mester efter at have vundet kvindernes 400 meter ved OL i Rio 2016 og igen ved OL i Tokyo 2020.